# Kerron Johnson
Kerron Tyre Johnson Jr. (Tallahassee, Florida, 4 de diciembre de 1990) es un exjugador y actual entrenador de baloncesto estadounidense, que ejerce como director de desarrollo de jugadfores en la Universidad Belmont. Con 1,85 metros de estatura, juega en la posición de base.

## Trayectoria deportiva

### Jugador
Jugó cuatro temporadas con los Belmont Bruins y tras no ser elegido en el Draft de la NBA de 2013, comenzaría su aventura profesional en Nueva Zelanda. En 2014, llegaría a Alemania para jugar en las filas del MHP Riesen Ludwigsburg, al que volvería dos temporadas después tras jugar en Francia y en Polonia.
En agosto de 2017 fichó por el MHP Riesen Ludwigsburg de la Basketball Bundesliga.
Comienza la temporada 2021-22 en las filas del s.Oliver Wurzburgo y el 17 de enero de 2022, firma por el Spójnia Stargard de la PLK polaca.

### Entrenador
Tras retirarse, en 2022 comenzó a ejercer en su alma mater, la Universidad Belmont, como director de desarrollo de jugadores dentro del organigrama de asistentes al entrenador de los Bruins.